# فتح‌آباد (بردسکن)
فتح‌آباد نام روستایی از توابع بخش انابد شهرستان بردسکن در استان خراسان رضوی است. این روستا در دهستان صحرا قرار دارد و براساس سرشماری سال ۱۳۸۵ جمعیت آن ۲۴ نفر (۱۱ خانوار) بوده است.